# دار الزمن (مسلسل)
دار الزمن، مسلسل تلفزيوني كويتي من 30 حلقة كتبته الفنانة سعاد عبد الله والكاتبة وهج. وقام بإنتاجة شركة الصدف ومؤسسة التوليب.
بطولة : سعاد عبد الله، مريم الصالح، إبراهيم الصلال، علي المفيدي ،محمد جابر، سعاد علي، أحمد الهزيم، وجنات الرهبيني، شهد، عبد الله الطراروة
تدور أحداث مسلسل «دار الزمن» في إطار كوميدي حول دار مسنين توفر جميع أنواع الخدمات لكل الملتحقين بالدار، وهي دار مختلطة، بقسم خاص للرجال وآخر للنساء، ولكن يلتقون في غرفة الطعام والجلوس وغيرها.
وعند تواجدهم نتعرف على الأسباب التي أوصلتهم للالتحاق بالدار، وذلك من خلال قضايا اجتماعية بقالب إنساني ساخر